# 272
Cette page concerne l'année 272  du calendrier julien. Pour l'année 272 av. J.-C., voir 272 av. J.-C. Pour le nombre 272, voir 272 (nombre).
L'année 272 est une année bissextile qui commence un lundi.

## Événements
- Janvier-avril [1]? : début de la première campagne d'Orient d'Aurélien. Parti de Byzance, il marche à travers l'Asie mineure, entre à Ancyre, et rencontre une première résistance à Tyane, qui défend le passage du Taurus. Il prend la ville grâce à la trahison d'Héraclammon, un de ses habitants. Malgré sa promesse, il refuse à ses hommes le sac de la ville pour se concilier les populations hellénistiques d'Orient ; les villes grecques de Cilicie se soumettent. L’armée palmyrénienne se replie sur l'Oronte[2].
- Avril-mai [1]? : Aurélien défait les troupes de Zénobie à Immae, reprend Antioche[3], puis après la fuite de Zabdas et Zénobie, obtient une victoire décisive à Emèse ; les troupes de Zénobie se retirent à Palmyre pour attendre des renforts perses. À Antioche, Aurélien chasse l'évêque désavoué Paul de Samosate de la maison épiscopale d'Antioche à la suite d'un jugement qu'il rend en faveur des chrétiens[2].
- Juillet-août [4]? : Aurélien assiège Palmyre avec l'aide de supplétifs arabes. Il fait la reine Zénobie prisonnière alors qu'elle tente de s'enfuir auprès des Perses. La ville, réduite par la famine, capitule. Après quelques brefs engagement entre Romains et Perses à l’avantage des premiers, peut-être conclue par une trêve, Aurélien repart pour l'Occident, pour lutter contre les Carpes[2]. L’Égypte est reconquise après la chute de Palmyre, entre le 17 avril et le 28 août[5].
  - Après le départ d'Aurélien, Palmyre se révolte à nouveau. Un groupe de notables menés par Septimius Apsaeus fait massacrer la garnison laissée par Aurélien et nomme Antiochus (ou Achilleus) un obscur parent de Zénobie, roi de Palmyre. Les insurgés proposent la pourpre impériale à Iulius Marcellinus, gouverneur équestre (praeses) de Mésopotamie, mais celui-ci fait semblant d'accepter avant d'avertir Aurélien[6].

- Début du règne d'Ormizd Ier, roi sassanide de Perse (fin en 273). Il est favorable à Mani[7].

## Naissances en 272
- 27 février : Constantin Ier le Grand, empereur romain de 306 à 337.

## Décès en 272
- Shapur Ier, roi sassanide de Perse.